# سوتكا (فلم)
«مائة باكز» فيلم روائي للأوكرانية من إخراج أولكسندر بلياك. يروي الفيلم قصة عامل شاب في سوبر ماركت يُدعى ليوبولد بارانوفسكي، الذي أصبح، عن طريق الخطأ، مالكًا لسترة غير عادية تحتوي دائمًا على مائة دولار.

## وصلات خارجية
- سوتكا على موقع IMDb (الإنجليزية)
- سوتكا على موقع قاعدة بيانات الفيلم (الإنجليزية)
- سوتكا على موقع ليتربوكسد (الإنجليزية)
- سوتكا على موقع كينوبويسك (الروسية)